# Neit
Neit, o Neith, es una antigua diosa de la guerra y la caza, posteriormente creadora de dioses y hombres, divinidad funeraria, diosa de la sabiduría e inventora en la mitología egipcia.

La diosa Neit.

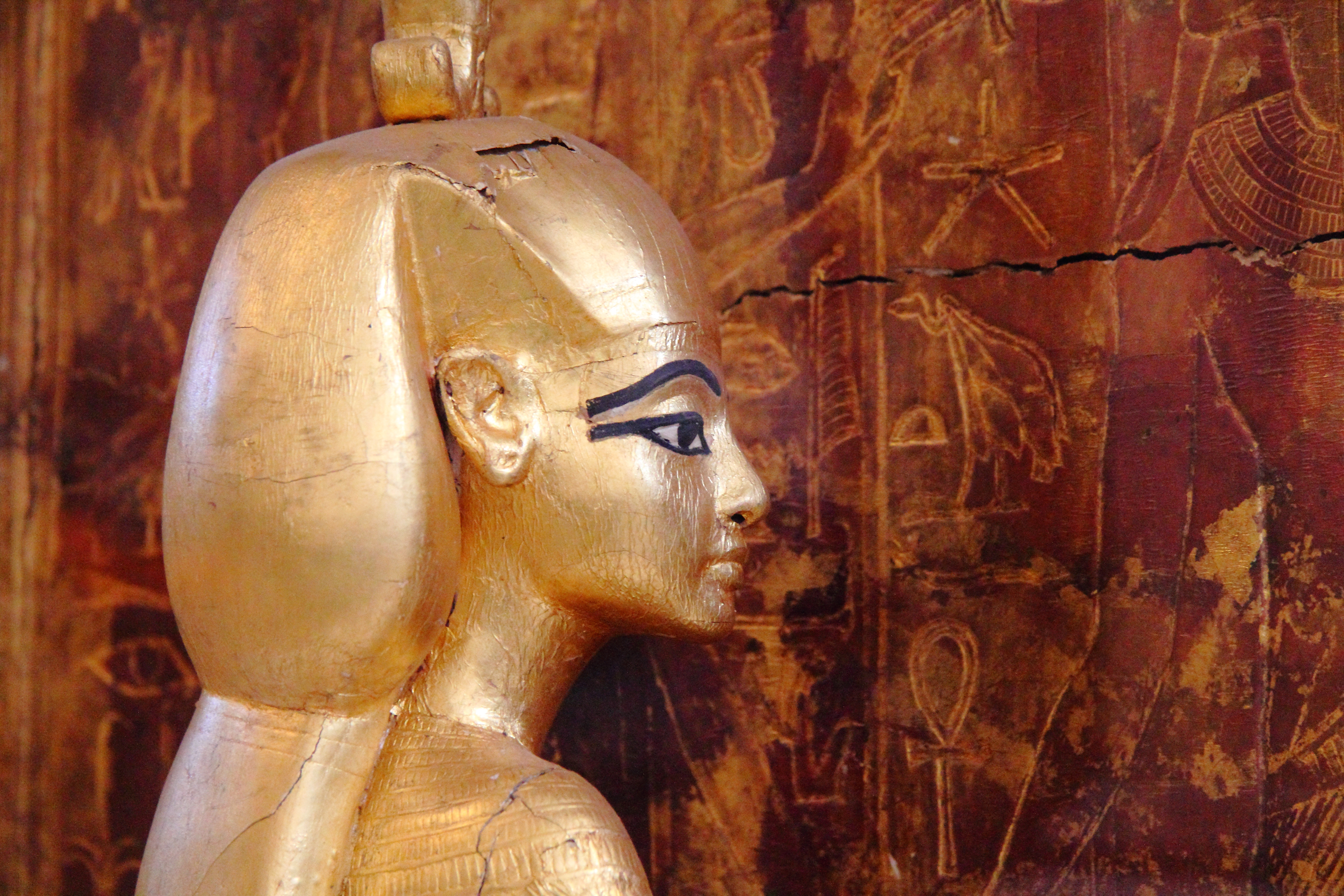
Neit como una de las cuatro diosas tutelares del santuario canópico de la tumba de Tutankamon.

- Nombre egipcio: Net. Nombre griego: Neit. Deidad griega: Atenea.

## Iconografía
Mujer con la corona Roja del Bajo Egipto, con arco y dos flechas, o una lechuza y una lanza o una lanzadera de tejedora. También fue representada como escarabajo, abeja, vaca, pez, con cabeza de leona, y a veces dando de mamar a un cocodrilo.

## Mitología
Neit, también llamada Tehenut "La Libia", es una antiquísima diosa egipcia cuyo culto proviene del periodo predinástico, en el cual tenía forma de escarabajo, después fue diosa de la guerra y la caza, y diosa inventora. 
Madre de Sobek en el Imperio Antiguo, considerada protectora del faraón, e identificada con la abeja. Protege asimismo a Osiris y a Ra con sus flechas que adormecen a los malos espíritus.  
En su aspecto funerario es la diosa protectora de los muertos, la que inventó el tejido (por lo que se convierte en patrona de los tejedores) y ofrece tanto las vendas como el sudario para los difuntos. También era la encargada de restaurar las almas, a las que ofrecía pan y agua tras su largo viaje desde el mundo de los vivos.

## Epítetos
Fue denominada Tehenut, ""la libia", "Diosa-Madre" durante el Imperio Nuevo, "la que dio luz a Ra" como diosa primordial, "la iniciadora del nacer después que no hubiera el nacer"; también "Amamantadora de cocodrilos" en Sais, "La Terrorífica" en Esna; "Dama de Occidente" como divinidad funeraria; 

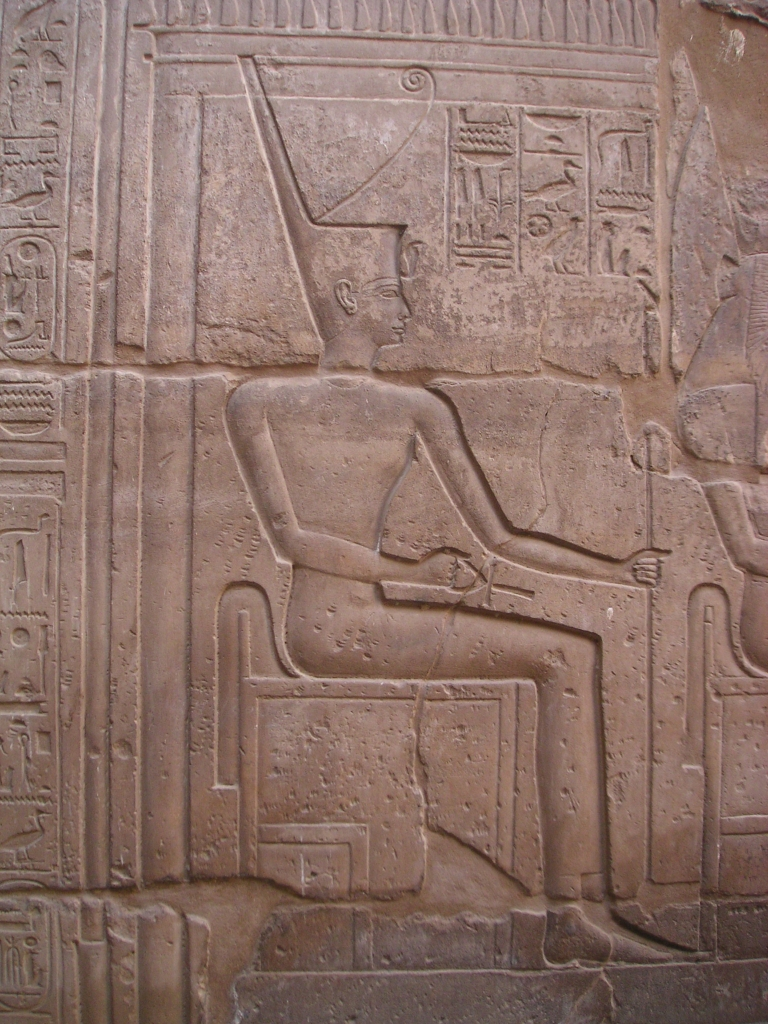
La diosa Neit "Señora de Sais", en el templo de Luxor, de Ramsés II.

Fue venerada en Sais, donde los sacerdotes de Neit eran médicos obstetras, también en Esna, Tanis, Menfis, Prosópolis y El Fayum. Se celebraban fiestas en su honor el día 23 del mes de Tybi y el 11 del mes de Meshir. Durante el periodo helenístico y romano, se celebraba un festival en honor a Neit ocho días antes de los idus de diciembre, el día de Tiberinalina (8 de diciembre). Durante esa fiesta las sacerdotisas vírgenes se enfrentaban con armas para conseguir el título de suma sacerdotisa.

## Nombres teóforos
Llevaron su nombre las antiguas reinas: Neit-Hotep, Meryt-Neit, Neit-Ikerty (Nitocris), y Neit la hija del faraón Pepy I.
| n · t | R25 | B1 | \| \| | n · R24 | t · t | B1 |
|       |     |    |       |         |       |    |

|  |

| n · t | R25 | B1 | \| \| | n · R24 | t · t | B1 |
|       |     |    |       |         |       |    |

|  |